# Imladris (konwent)
Imladris – konwenty fanów fantastyki, zwane też Krakowskimi Weekendami z Fantastyką, organizowane nieprzerwanie od 1998 do 2007 roku przez Galicyjską Gildię Fanów Fantastyki. Podczas poszczególnych edycji konwentów można był spotkać licznych polskich pisarzy fantastyki, m.in. Andrzeja Sapkowskiego, Stanisława Lema, Jacka Dukaja i innych.
Po kilkuletniej przerwie konwent Imladris reaktywowała  Fundacja „Historia Vita” z Krakowa – jego dwunasta edycja odbyła się 22–24 listopada 2013. Od tego czasu, poza rokiem 2020, impreza odbywała się co roku w październiku lub listopadzie.
XX edycja imprezy, w randze Polconu, odbyła się w dniach 11-13 listopada 2022 roku;
Kolejne edycje reaktywowanego konwentu odwiedzali znani polscy pisarze fantastyki, m.in. Andrzej Pilipiuk, Krzysztof Piskorski, Anna Kańtoch, Jakub Ćwiek, Paweł Majka.
Nazwa konwentów pochodzi od sindarińskiego odpowiednika nazwy Rivendell, siedziby elfów ze stworzonej przez J.R.R. Tolkiena mitologii Śródziemia.